# Rue Charles-Hermite
La rue Charles-Hermite est une voie du 18e arrondissement de Paris, en France.

## Situation et accès
La rue Charles-Hermite est une voie publique située dans le 18e arrondissement de Paris. Elle débute au 7, avenue de la Porte-d'Aubervilliers et se termine au 52, boulevard Ney.

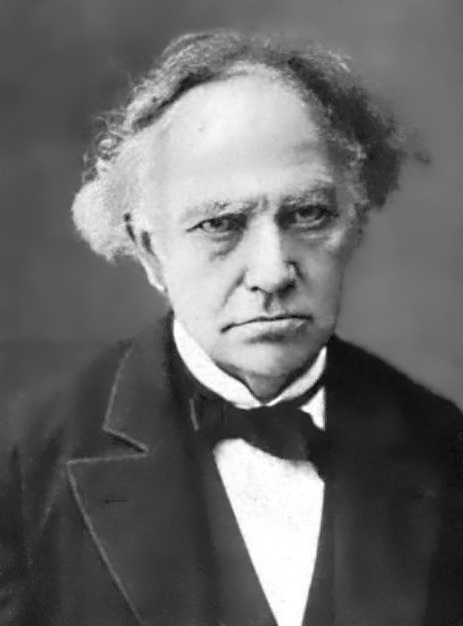
Charles Hermite.

## Origine du nom

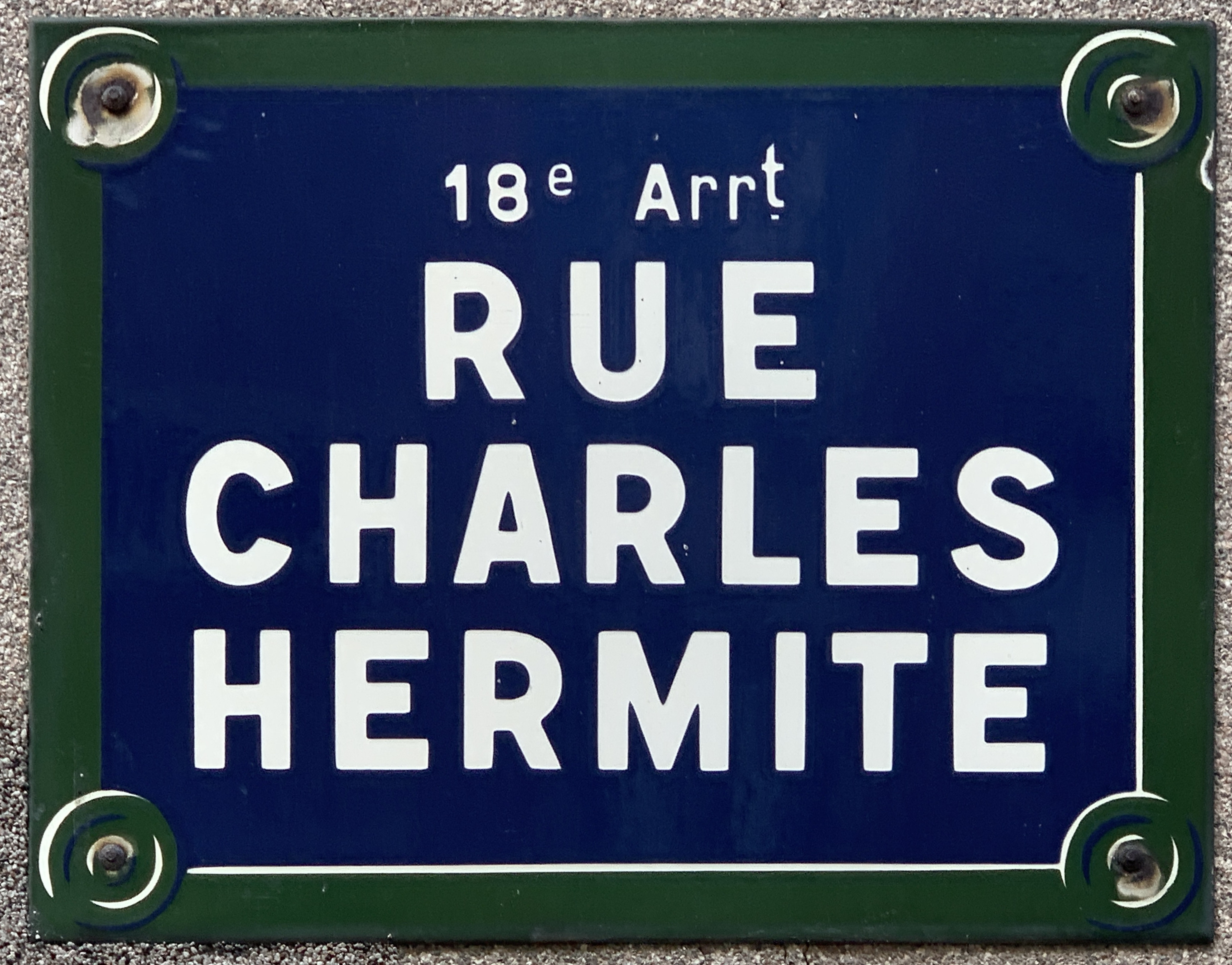
Plaque de la rue.

Cette rue a reçu le nom du mathématicien Charles Hermite (1822-1901), spécialiste de l'analyse, de la théorie des nombres et des fonctions elliptiques.

## Historique
La rue Charles-Hermite est ouverte en 1932 et a pris sa dénomination actuelle, sur une longueur de 450 m, à l'emplacement du bastion no 32 des anciennes fortifications de Paris, et sur une partie d'Aubervilliers annexée à Paris deux ans plus tôt.
Le quartier fait l'objet d'études d'aménagements urbains et la rue est située dans le périmètre de la ZAC Gare des Mines-Fillettes.

## Bâtiments remarquables et lieux de mémoire

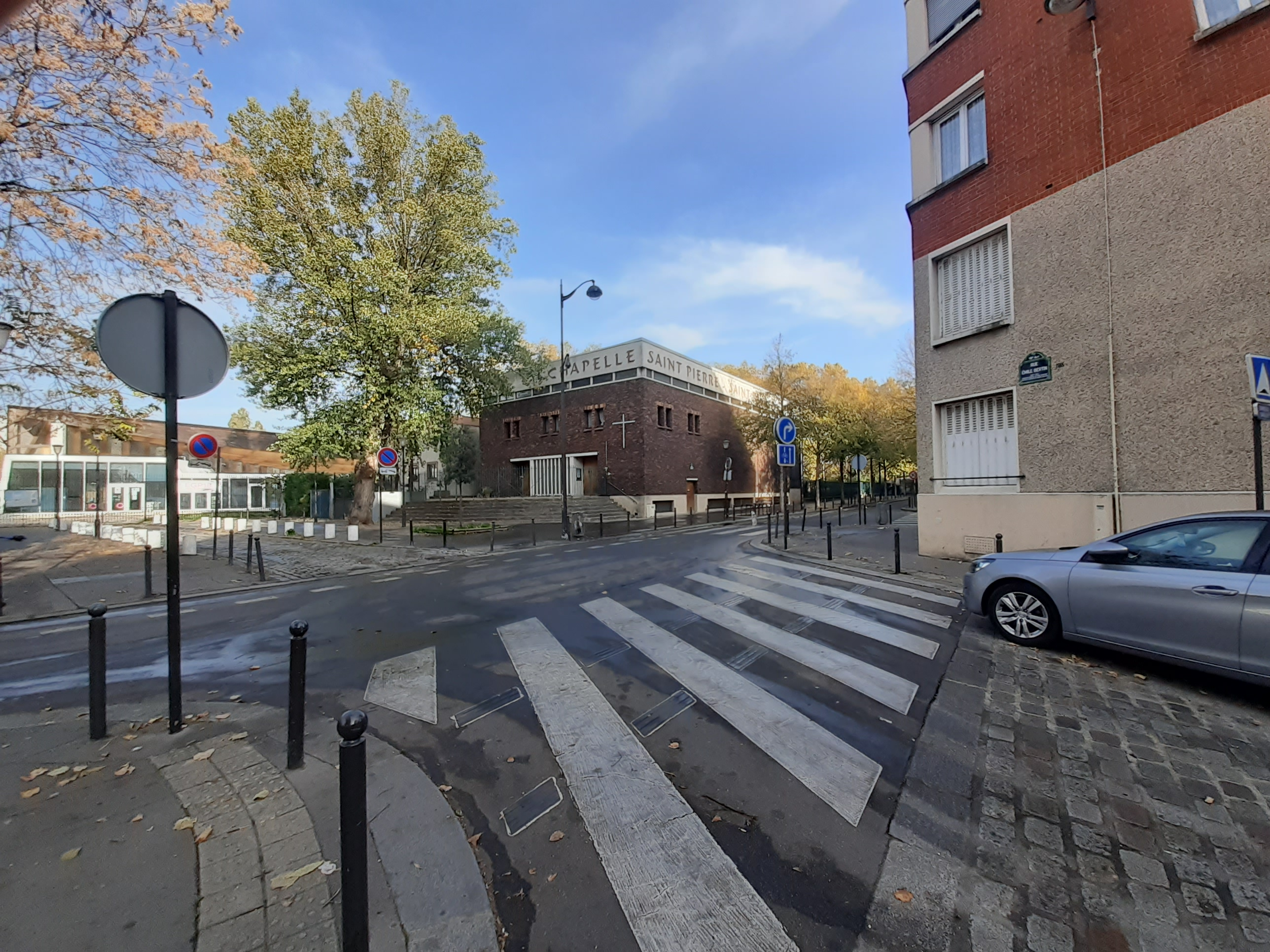
Vue de la chapelle Saint-Pierre-Saint-Paul et de la rue Charles Hermite depuis la rue Emile Bertin

- No 44 : église Saint-Pierre-Saint-Paul, animée par la Communauté du Chemin-Neuf[4].